# 劉珝
劉珝（1426年—1490年），字叔溫，號古直，山東青州府壽光縣人。憲宗成化年間官至戶部尚書兼謹身殿大學士，與萬安、劉吉並稱紙糊三閣老。

## 生平
正統十三年（1448年）戊辰科進士。改庶吉士，授編修。天順中，歷右中允，侍講東宮，為太子朱见深（即明憲宗）的老師。
憲宗即位，任太常卿，兼侍讀學士。成化十年進吏部左侍郎。當時劉珝講學認真，被當時學士劉定之稱為講官第一。因此憲宗十分器重，稱呼為「東劉先生」。成化十一年詔以本官兼翰林學士，入閣參預機務。後又為吏部尚書，再加太子少保、文淵閣大學士。《文華大訓》成。加太子太保，進謹身殿大學士。
劉珝個性正直。例如：員外郎林俊彈劾太監梁芳、僧人繼曉因而下獄，即為劉珝所解救的。後又有道士李孜省亂政，欲動搖東宮。劉珝也秘密上疏諫言，但是因不夠謀略而無法傳達。劉珝與萬安不合，曾經訓斥萬安為負國無恥之輩。因此與萬安鬥爭多年。成化十八年，萬安上疏罷西廠，但劉珝不願與萬安同名上疏，因此後來被萬安與劉吉合謀陰訐他與汪直相通。最後失權致仕。當時內閣三人，萬安貪婪狡猾，劉吉陰險狡詐。劉珝較二人稍好，但是只顧著批評鬥爭，被認為是狂躁之徒。劉珝被逼倉卒引退後，而又有彭華、尹直狡詐之輩相繼入內閣，萬安、劉吉之黨還是把持朝政。劉珝初遭母憂，廬墓三年。比歸，侍父盡孝。父歿，復廬於墓。弘治三年卒，諡文和。嘉靖初，以言官請，賜祠額曰「昭賢」，仍遣官祭祀。

## 著作
有《古直先生集》16卷。奉敕合撰《明英宗實錄》、《寰宇通志》、《續資治通鑑綱目》、《文華大訓》等。

### 書目
- 徐溥，光祿大夫柱國太子太保戶部尚書兼謹身殿大學士贈太保諡文和劉公珝神道碑銘，《國朝獻徵錄》14卷，452-453